# Список объектов всемирного наследия ЮНЕСКО в Папуа — Новой Гвинее
В списке Всеми́рного насле́дия ЮНЕ́СКО в Незави́симом Госуда́рстве Па́пуа — Но́вая Гвине́я значится 1 наименование (на 2012 год), это составляет 0,1 % от общего числа (1248 на 2025 год). Единственный объект включен в список по культурным критериям. Кроме этого, по состоянию на 2012 год, 7 объектов на территории Папуа — Новой Гвинеи находятся в числе кандидатов на включение в список всемирного наследия. Папуа — Новая Гвинея ратифицировала Конвенцию об охране всемирного культурного и природного наследия 28 июля 1997 года. Единственный объект, находящийся на территории Папуа — Новой Гвинеи, был занесён в список в 2008 году на 31-й сессии Комитета всемирного наследия ЮНЕСКО.

## Список
В данной таблице объекты расположены в хронологическом порядке их добавления в список всемирного наследия ЮНЕСКО.
| # | Изображение | Название                                                                   | Местоположение              | Время создания           | Год внесения в список | №   | Критерии |
| - | ----------- | -------------------------------------------------------------------------- | --------------------------- | ------------------------ | --------------------- | --- | -------- |
| 1 |             | Древнее земледельческое поселение Кука (англ. Kuk Early Agricultural Site) | Провинция: Уэстерн-Хайлендс | С V тысячелетия до н. э. | 2008                  | 887 | iii, iv  |

## Предварительный список
В таблице объекты расположены в порядке их добавления в предварительный список. В данном списке указаны объекты, предложенные правительством Папуа — Новой Гвинеи в качестве кандидатов на занесение в список всемирного наследия.
| # | Изображение | Название | Местоположение                                                  | Время создания | Год внесения в список | №    | Критерии                        |
| - | ----------- | --- | --------------------------------------------------------------- | -------------- | --------------------- | ---- | ------------------------------- |
| 1 |             | Бассейн реки Кикори и Большое Папуасское плато (англ. Kikori River Basin and Great Papuan Plateau)                                    | Провинции: Галф, Саутерн-Хайлендс, Уэстерн-Хайлендс             | —              | 2006                  | 5060 | iii, iv, v, vii, viii, ix, x    |
| 2 |             | Путь Кокода и хребет Оуэн-Стэнли (англ. Kokoda Track and Owen Stanley Ranges)                                                         | Провинции: Оро, Центральная                                     | —              | 2006                  | 5061 | iii, v, vi, vii, x              |
| 3 |             | Природно-культурный комплекс реки Флай (англ. Trans-Fly Complex)                                                                      | Провинции: Западная                                             | —              | 2006                  | 5062 | v, vi, x                        |
| 4 |             | Залив Милна (Тихоокеанская драгоценность морского биоразнообразия) (англ. Milne Bay Seascape (Pacific Jewels of Marine Biodiversity)) | Провинция: Милн-Бей                                             | —              | 2006                  | 5063 | iii, v, vii, viii, ix, x        |
| 5 |             | Высокий карст Папуа-Новой Гвинеи (англ. The Sublime Karsts of Papua New Guinea )                                                      | Провинции: Западная, Саутерн-Хайлендс, Восточная Новая Британия | —              | 2006                  | 5064 | v, vii, viii, ix, x             |
| 6 |             | Долина верхнего течения реки Сепик (англ. Upper Sepik River Basin)                                                                    | Провинции: Восточный Сепик, Сандаун                             | —              | 2006                  | 5065 | i, iii, iv, v, vii, viii, ix, x |
| 7 |             | Террасы полуострова Хоун — лестницы в прошлое (англ. Houn Terraces - Stairway to the Past)                                            | Провинция: Моробе                                               | —              | 2006                  | 5066 | iii, v, vii, viii, ix, x        |